# Балка Суха (притока Чичиклії)
Балка Суха — балка (річка) в Україні у Веселинівському районі Миколаївської області. Ліва притока річки Чичиклії (басейн Південного Бугу).

## Опис
Довжина балки приблизно 31,13 км, найкоротша відстань між витоком і гирлом — 29,14  км, коефіцієнт звивистості річки — 1,08 . На багатьох ділянках балка пересихає.

## Розташування
Бере початок у селі Лідіївка. Тече переважно на південний схід через населені пункти Суху Балку, Подолянку, Миколаївку, Веселинове і впадає у річку Чичиклію, праву притоку Південного Бугу.

## Цікаві факти
- У селищі Веселинове балку перетинає автошлях Р55[3] (автомобільний шлях територіального значення в Одеській та Миколаївській області. Проходить територією Березівського, Одеського, Веселинівського, Вознесенського, Єланецького та Новобузького районів через Одесу — Доброслав — Веселинове — Вознесенськ — Єланець — Новий Буг. Загальна довжина — 205,8 км.).
- У XX столітті на балці існували молочно,- вівце-тваринні ферми (МТФ, ВТФ) та багато газових свердловин[2].